# ليريدون عثماناي
ليريدون عثماناي (بالإنجليزية: Liridon Osmanaj)‏ (ولد في 4 يناير 1992 في ماريبور) هو لاعب كرة قدم سلوفيني يلعب في نافتا 1903. عندما كان صغيراً كان هداف غزير الأهداف مع فريق شباب ماريبور مما جذب اهتمام تشيلسي حيث ذهب للخضوع إلى فترة اختبار كمراهق.

## المسيرة الرياضية
ذهب عثماناي لخوض فترة اختبار في بارتيزاني تيرانا من دوري السوبر الألباني في 14 أغسطس 2014 والذي أثبت أنه ناجح حيث تم عرض عقد له مع النادي ووقع بعد أسبوع.
لعب مع ويدزي لودز في دوري الدرجة الأولى البولندي.
في 10 يناير 2017 انضم إلى الشمال في قطر.